# Virginstow
Virginstow – wieś w Anglii, w hrabstwie Devon, w dystrykcie Torridge. Leży 53 km na zachód od miasta Exeter i 304 km na zachód od Londynu.